# Мечислав Пемпер
Мечислав (Митек) Пемпер (на полски: Mieczysław (Mietek) Pemper) е полски евреин, помогнал на германския индустриалец Оскар Шиндлер да спаси стотици евреи по време на Втората световна война.
След окупацията на Полша попада в построения близо до града концлагер Плашов. Там се запознава с Оскар Шиндлер. По негова молба, той съставя знаменития списък, който позволява да бъде спасен животът на повече от 1200 евреи.
След края на войната изучава психология и социология. От 1958 г. живее в Аугсбург.
Консултант е на заснетия през 1993 г. филм „Списъкът на Шиндлер“ на режисьора Стивън Спилбърг.
През 2001 г. е награден с Федерален кръст „За заслуги“ първи ранг. Почетен гражданин на Аугсбург.